# Décembre 1828
Cette page présente les faits marquants du mois de décembre 1828.

## Événements
- 3 décembre : élection présidentielle américaine de 1828 : Le démocrate Andrew Jackson obtient un mandat de président des États-Unis.
  - L'élection présidentielle américaine de 1828 participa activement de la recomposition et de la nouvelle bipolarisation de la vie politique américaine.

- 15 décembre : à Varsovie, création par le sous-lieutenant Piotr Wysocki d’une société secrète qui recrute parmi les élèves de l’école des aspirants de l’infanterie.

- 20 décembre : nouveau statut des écoles primaires et secondaire en Russie.
- 21 décembre : Henry Foster, à bord du sloop Chanticleer, quitte la Terre des états pour se diriger vers l'Ile de la Déception.

- 28 décembre : tremblement de terre dans la Province d'Echigo au Japon. Il fait 30 000 victimes[1].

- 30 décembre, États-Unis : grève d’ouvrières de l’industrie textile à Dover (New Hampshire).

## Naissances
- 15 décembre : Édouard Delessert (mort en 1898), peintre, archéologue et photographe français.
- 22 décembre :
  - Eduard Schönfeld (mort en 1891), astronome allemand.
  - Shinohara Yasunoshin (mort en 1911), samouraï japonais.

## Décès
- 18 décembre : Jean-Baptiste Pierre Boudet (né en 1748), pharmacien et chimiste français.
- 22 décembre : William Hyde Wollaston (né en 1766), chimiste anglais qui a découvert le palladium et le rhodium.
- 28 décembre : Jean-Charles-Louis de Mesgrigny, Chevalier de Mesgrigny-Villebertin et commandeur de l'Ordre de Saint-Jean de Jérusalem (° 29 août 1745).